# Vincenzo Rosito
Vincenzo Rosito (Firenze, 18 aprile 1939 – Firenze, 29 dicembre 2020) è stato un calciatore italiano, di ruolo centrocampista.

## Carriera
Cresciuto nella Rondinella, nel 1959 passa alla Sangiovannese, dove rimane per un anno.
Nel 1960 passa al Potenza dove contribuisce alla vittoria della Serie D. Al termine della stagione viene ceduto in prestito per una stagione alla Pistoiese in Serie C. Nel 1962 fa quindi ritorno al Potenza dove rimane nelle successive sei stagioni, la prima in Serie C e le altre cinque in Serie B.
Nel 1968 lascia la Basilicata per passare al Mantova e poi un anno più tardi si trasferisce al Livorno, in entrambi i casi in Serie B.
Con 228 partite (220 in campionato e 8 in Coppa Italia) Rosito è il calciatore che ha disputato il maggior numero di gare in competizioni ufficiali con la maglia del Potenza, con cui ha segnato 43 reti.

## Palmarès
- Campionato italiano Serie C: 1

Potenza: 1962-1963
- Campionato italiano Serie D: 1

Potenza: 1960-1961